# ويليام توماس جينينغز
ويليام توماس جينينغز (بالإنجليزية: William Thomas Jennings)‏ هو سياسي نيوزلندي، ولد في 1854 في أوكلاند في نيوزيلندا، وتوفي في 6 فبراير 1923. انتخب عضو مجلس النواب النيوزيلندي.